# Slayer
Slayer je americká thrashmetalová hudební skupina původem z Huntington Parku v Kalifornii. Založili ji roku 1981 kytaristé Kerry King a Jeff Hanneman, baskytarista a zpěvák Tom Araya a bubeník Dave Lombardo. Rychlý a agresivní styl hudby zařadil Slayer spolu se skupinami Metallica, Anthrax a Megadeth do tzv. „velké čtyřky“ amerického thrash metalu, což je neoficiální označení čtyř skupin, které tento žánr výrazně rozvinuly a zpopularizovaly. Ve finální sestavě zbyli z původních členů Araya a King; Lombarda nahradil roku 2013 Paul Bostaph, sólovým kytaristou byl od roku 2011 místo Hannemana Gary Holt.
V původním složení psali texty King, Hanneman a Araya, veškerou hudbu skládali King a Hanneman. Texty skladeb a přebaly alb, které pojednávají o vraždách, sériových vrazích, mučení, genocidě, politice, pokusech na lidech, organizovaném zločinu, tajných spolcích, mytologii, okultismu, satanismu, zločinu z nenávisti, terorismu, náboženství, nacismu, rasismu, xenofobii, válkách a vězení, způsobily skupině mnoho problémů v podobě zákazů desek, odložených vydání, soudních procesů a kritiky ze strany náboženských skupin i široké veřejnosti. Navzdory kontroverzi byla hudba Slayer velmi vlivná, uváděna mnohými skupinami za vzor po vizuální, hudební i textové stránce; třetí studiové album, Reign in Blood z roku 1986 je považováno za jedno z nejtvrdších a nejvlivnějších thrashmetalových alb v historii.
Slayer vydali za svou kariéru dvanáct studiových alb, dvě koncertní alba, jeden box set, šest klipů, dvě EP a jedno album coververzí. Čtyři studiová alba se stala v USA zlatými; společné koncertní album s kapelami „velké čtyřky“ se stalo platinovou deskou. Samotní Slayer obdrželi čtyři nominace na cenu Grammy a dvě z nich vyhráli – se skladbou „Eyes of the Insane“ v roce 2007 a „Final Six“ v roce 2008. Mezi lety 1991 a 2013 prodali ve Spojených státech téměř pět milionů nosičů. V lednu 2018, po více než třech desetiletích působení, oznámili Slayer rozlučkové turné. Poslední koncert proběhl 30. listopadu 2019, následně skupina ukončila činnost. V únoru 2024 oznámili členové návrat.

## Historie

### Začátky (1981–1983)

Logo skupiny, které se objevilo již na debutovém albu Show No Mercy.

Skupinu Slayer založili roku 1981 Kerry King, Jeff Hanneman, Tom Araya a Dave Lombardo v Huntington Parku v Kalifornii. Zpočátku hráli na večírcích a v kalifornských klubech coververze skladeb hudebních skupin jako Iron Maiden, Black Sabbath, Judas Priest či Venom.. Slayer se údajně původně jmenovali Dragonslayer podle stejnojmenného filmu z roku 1981, a svůj název později zkrátili. King však roku 2006 v rozhovoru tuto domněnku vyvrátil: „Nikdy jsme se tak nejmenovali, je to jenom mýtus, který se udržel do dneška.“
V roce 1983 dostali Slayer pozvánku, aby hráli jako předskokan kapely Bitch ve Woodstock Clubu v kalifornském Anaheimu. Zahráli osm písní, z toho šest coververzí. V klubu byl tou dobou Brian Slagel, bývalý hudební novinář a zakladatel vydavatelství Metal Blade. Výkon Slayer ho zaujal; setkal se se členy v zákulisí a požádal je, aby nahráli skladbu pro jeho připravované kompilační album Metal Massacre III. Skupina souhlasila; píseň „Aggressive Perfector“ vyšla v polovině roku 1983 a způsobila rozruch zejména na undergroundové scéně. Díky tomuto úspěchu nabídl Slagel kapele smlouvu u Metal Blade.

### Show No Mercy, Haunting the ChapelaHell Awaits(1983–1986)

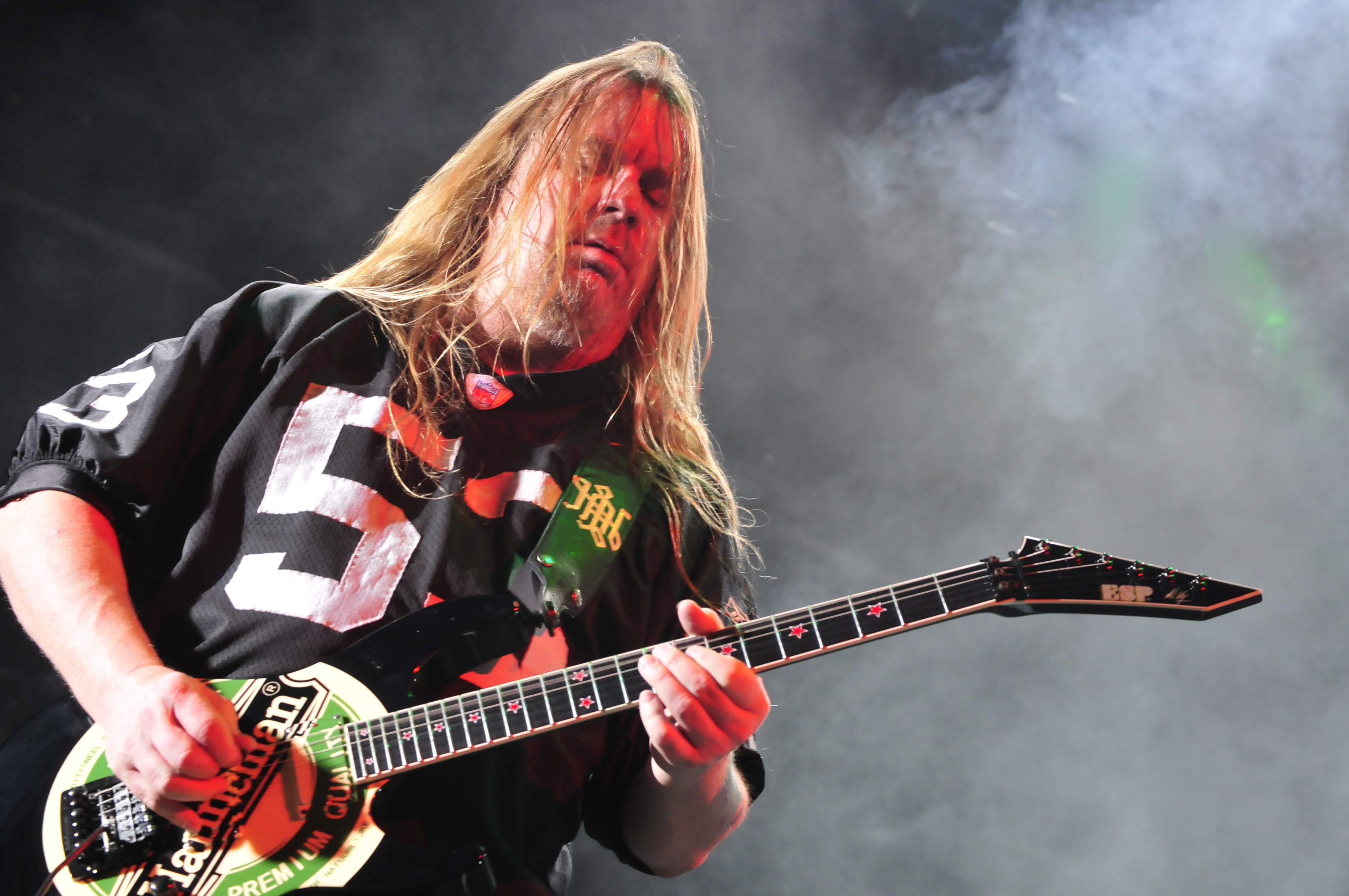
Jeff Hanneman byl členem Slayer 30 let (1981–2011). Zastával pozici sólového kytaristy a spolu s Kerrym Kingem také textaře.

Bez rozpočtu na nahrávání si Slayer museli své debutové album financovat sami. S úsporami frontmana Arayi, který pracoval jako respirační terapeut, a půjčkou od Kingova otce se kapela vydala v listopadu 1983 do studia. Album s názvem Show No Mercy vyšlo pouhé tři týdny po konci nahrávání. Skupině přinesla popularitu zejména na undergroundové scéně; Slayer pak album ještě podpořili pomocí turné po kalifornských klubech. Nakonec se ho prodalo přes 20 000 nosičů jen ve Spojených státech amerických a dalších 20 000 ve zbytku světa.
V únoru 1984 se King nakrátko stal členem Megadeth, nové kapely Davea Mustaina. Hanneman změnu kvitoval s obavami; v interview prohlásil: „Nejspíš budeme potřebovat nového kytaristu.“ Mustaine chtěl mít Kinga jako stálého člena, ten však po pěti vystoupeních kapelu opustil kvůli nedostatku času. V červnu vyšlo skupině EP Haunting the Chapel se třemi písněmi. Zvuk byl ponuřejší a typičtěji thrashmetalový než na Show No Mercy a stal se základem pro další tvorbu kapely. Úvodní skladba „Chemical Warfare“ se stala nedílnou součástí většiny koncertů.

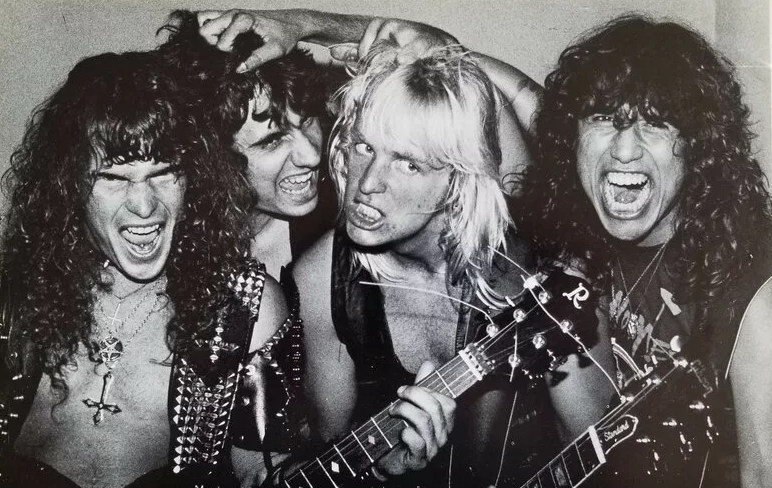
Slayer v roce 1983. Zleva: Kerry King, Dave Lombardo, Jeff Hanneman a Tom Araya.

Později téhož roku se Slayer vydali na první turné po Spojených státech; cestovali v Arayově autě, za které přidali obytný přívěs, a hráli opět v klubech. Z listopadového vystoupení v New Yorku nahráli své první živé album, Live Undead. Z březnového turné s Venom a Exodus vzešlo video Combat Tour: The Ultimate Revenge. Zachycuje živé vystoupení z klubu Studio 54. Krátce nato hrála kapela poprvé v Evropě, jako předskokan UFO na belgickém festivalu Heavy Sound.
Díky úspěchu Show No Mercy se Slayer vrátili do studia, aby nahráli další desku. Metal Blade jim tentokrát na nahrávání poskytlo rozpočet, takže si mohli najmout producenta, Rona Faira. Druhé studiové album, Hell Awaits, vyšlo v březnu 1985. Tematicky navazuje na ponurost Haunting the Chapel, neb většina písní pojednává o pekle a Satanovi; v úvodu titulní skladby pronáší démonický hlas pozpátku „přidej s k nám“ (v originále „join us“) a na konci „vítej zpátky“ („welcome back“). Jedná se patrně o nejprogresivnější album v repertoáru kapely, s delšími a komplexnějšími skladbami. Mezi fanoušky slavilo velký úspěch; čtenáři britského magazínu Metal Forces v hlasování roku 1985 zvolili Slayer jako nejlepší kapelu a nejlepší živou kapelu, Hell Awaits jako album roku a Davea Lombarda jako nejlepšího bubeníka.
Do konce roku hráli Slayer na koncertech či krátkých turné s mnoha dalšími skupinami, např. Megadeth, Destruction, D.R.I., Possessed, Agent Steel, S.O.D., Nasty Savage a Metal Church.

### Reign in Blood, Lombardova přestávka aSouth of Heaven(1986–1989)

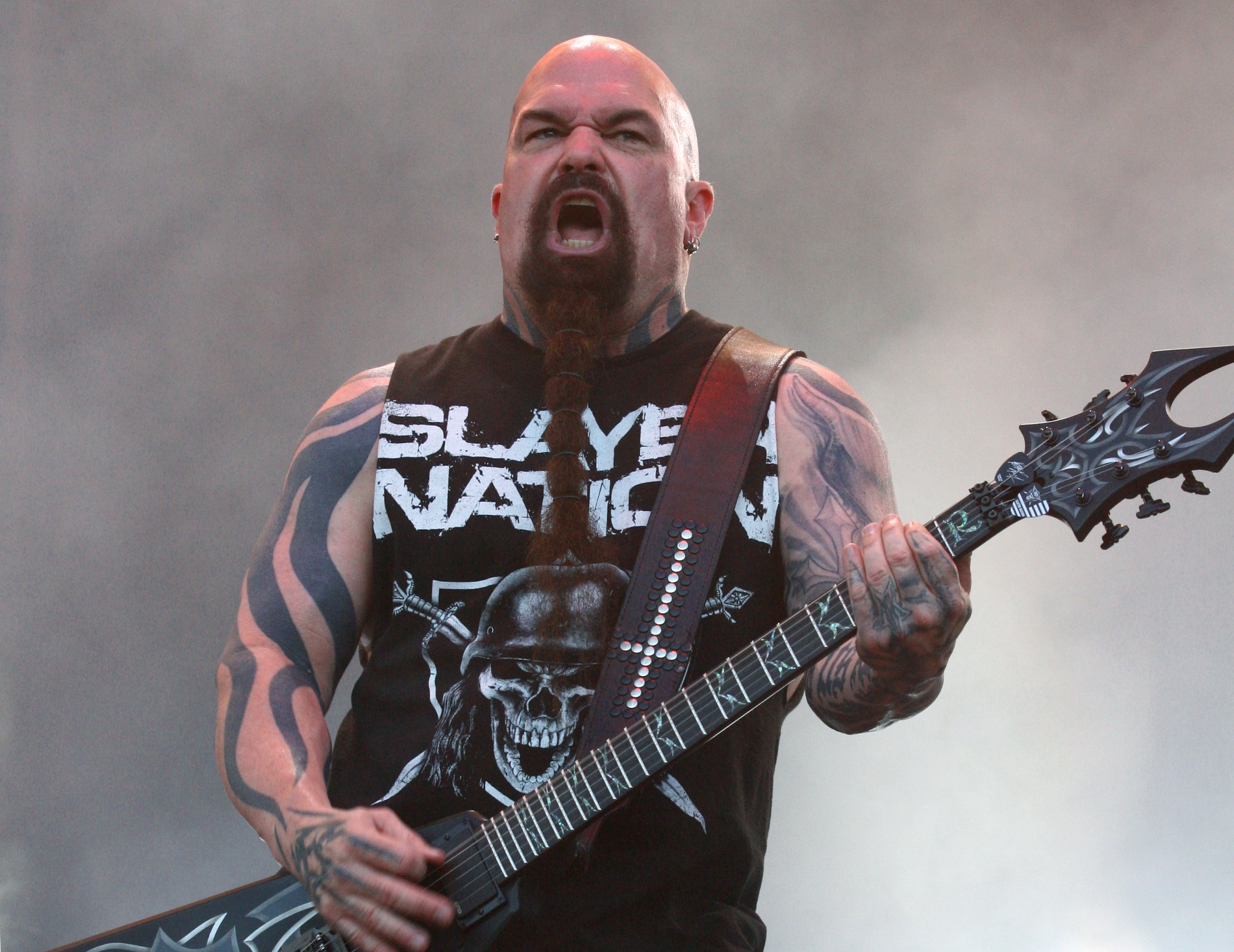
Doprovodný kytarista Kerry King byl jedním ze dvou stálých členů kapely.

Díky úspěchu Hell Awaits obdrželi Slayer nabídku z nově založeného, převážně hiphopového vydavatelství Def Jam Records producentů Russella Simmonse a Ricka Rubina. Kapela podepsala smlouvu a její zvuk se s větším vydavatelstvím a zkušeným producentem posunul na novou úroveň. Oproti předchůdcům se třetí studiová nahrávka Reign in Blood skládá z kratších, rychlejších písní s čistší produkcí. Skupina opustila dlouhé, komplexní struktury skladeb z předchozího alba a použila jednodušší, hardcorem ovlivněné kompozice.
Společnost Columbia Records, distributor Def Jam, odmítla album vydat kvůli titulní skladbě „Angel of Death“, jenž popisuje nacistické koncentrační tábory a pokusy na lidech, které prováděl osvětimský lékař Josef Mengele. Deska tak nakonec vyšla se zpožděním 7. října 1986 pod Geffen Records. Stalo se tak poměrně nečekaně, protože kvůli kontroverzi se neobjevila v seznamu nadcházejících alb tohoto vydavatelství. Přestože album v podstatě vůbec nehrála rádia, poprvé v historii skupiny se umístilo v žebříčku Billboard 200, a to na 94. pozici, a ve Spojených státech bylo oceněno zlatem.
Slayer se v říjnu 1986 vydali na světové turné Reign in Pain, do prosince hráli ve Spojených státech s Overkill, v dubnu a květnu následujícího roku v Evropě s Malice. Doprovázely je i další skupiny – Agnostic Front, Testament, Metal Church, D.R.I., Dark Angel a Flotsam and Jetsam. Vystupovali také jako předkapela W.A.S.P. na jejich americkém turné. Po měsíci vystupování však skupinu opustil bubeník Lombardo se slovy: „Nevydělával jsem žádné peníze. Řekl jsem si, že když už hrajeme profesionálně pod velkým vydavatelstvím, tak bych alespoň měl být schopný platit nájem a služby.“ Slayer přijali Tonyho Scaglioneho z kapely Whiplash, aby v turné mohli pokračovat. Lombarda nicméně v roce 1987 přemluvila žena, aby se ke kapele vrátil. Na žádost Rubina nahráli Slayer coververzi „In-A-Gadda-Da-Vida“ skupiny Iron Butterfly pro film Less Than Zero. Byla to jedna z prvních skladeb kapely, která zazněla v rádiu, ačkoliv členové s ní vůbec nebyli spokojení. Podle Hannemana se jednalo o „chabou ukázku Slayer“; King ji označil za „hromadu sraček“. Zároveň však uznal, že hraní písně v rádiu otevřelo dveře pozdější tvorbě.
Na konci roku 1987 se Slayer vrátili do studia, aby mohli nahrát čtvrté album. Rozhodli se zpomalit tempo a zakomponovat melodičtější zpěv. Hanneman to roku 2006 popsal následovně: „Věděli jsme, že Reign in Blood nepřekonáme, takže jsme museli ubrat. Bylo nám jasné, že cokoliv, co vydáme, bude srovnáváno s předchozím albem; pamatuju si, že jsme se bavili o zvolnění tempa. Bylo to divné – nikdy předtím ani potom jsme to u žádné nahrávky neudělali.“
South of Heaven vyšlo v červenci 1988. Fanoušci i kritici reagovali smíšeně, přitom se jednalo o do té doby nejúspěšnější nahrávku Slayer – umístila se na 57. příčce Billboard 200 – a druhou zlatou desku skupiny. Reakce tisku byly rovněž různorodé; podle internetové hudební encyklopedie AllMusic je album „silné a znepokojující“, Kim Nelly z magazínu Rolling Stone ho popsala jako „skutečně ofenzivní satanistický nářez“. Naopak King hodnotil svůj výkon na této desce jako nejslabší v dosavadní historii kapely; Araya prohlásil, že je to album, kterému trvá, než přiroste lidem k srdci. Od srpna do ledna 1989 propagovala skupina nové album na turné, ve Spojených státech doprovázela Judas Priest na jejich turné k Ram It Down a dále vystupovala s Nuclear Assault, Motörhead a Overkill.

### Seasons in the Abyssa Lombardův druhý odchod (1990–1993)

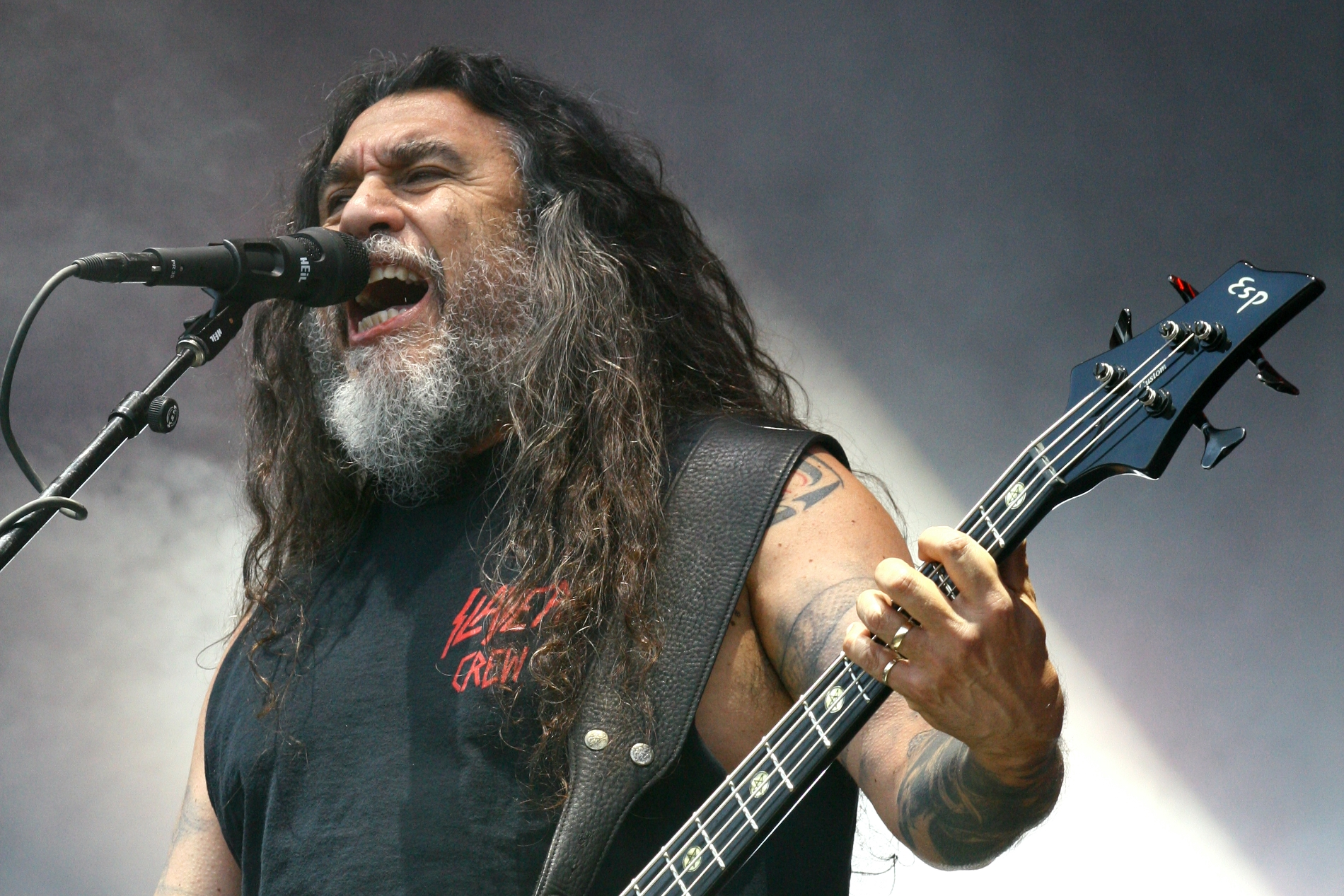
Baskytarista a zpěvák Tom Araya byl jedním ze dvou stálých členů kapely.

Slayer zahájili práci na dalším albu ve studiu na začátku roku 1990, tentokrát s koproducentem Andym Wallacem. V reakci na negativní odezvu South of Heaven se kapela vrátila k „úderné rychlosti Reign in Blood a přitom si zachovala svoji novou melodičnost“. Seasons in the Abyss, vydané 9. října 1990, bylo prvním albem Slayer, které vyšlo pod novým Rubinsovým vydavatelstvím Def American. Nahrávka dobyla 44. příčku Billboard 200 a roku 1992 se stala zlatou. K titulní skladbě vznikl první videoklip skupiny, jehož natáčení probíhalo u pyramid v Gíze.
V září 1990 se Slayer vydali jako jedni z hlavních účinkujících na evropské turné Clash of the Titans, spolu s Megadeth, Suicidal Tendencies a Testament. Americký thrash metal byl v té době na vrcholu popularity – vystoupení v Evropě byla vyprodaná, například v Německu se cena lístků na černém trhu vyšplhala na tisíc marek (necelých 700 dolarů). Slayer se na začátku roku 1991 vydali na další turné s Testament, v létě hráli na severoamerické odnoži Clash of the Titans s Megadeth a Anthrax, kde jako předskokan vystupovali Alice in Chains. Na oslavu desátého výročí založení vydala kapela tentýž rok koncertní dvojalbum Decade of Aggression. Umístilo se na 55. pozici Billboard 200.
Květen 1992 přinesl druhý Lombardův odchod, bubeník měl spory s ostatními členy a chtěl trávit čas s rodinou (jeho žena totiž čekala první dítě). Založil si vlastní skupinu Grip Inc., hrál v ní také Waldemar Sorychta, kytarista Voodoocult. Slayer přibrali bubeníka Paula Bostapha, bývalého člena Forbidden. Nová sestava poprvé vystoupila na festivalu Monsters of Rock v Castle Doningtonu v roce 1992. Prvním Bostaphovým studiovým počinem se stala směska tří skladeb punkových Exploited, „War“, „UK '82“ a „Disorder“, kterou Slayer nahráli s rapperem Ice-T pro soundtrack filmu Rozsudek noci v roce 1993.

### Divine Intervention,Undisputed AttitudeaDiabolus in Musica(1994–2000)
Roku 1994 vydali Slayer Divine Intervention, první album s novým bubeníkem Bostaphem. Objevily se na něm skladby o Reinhardu Heydrichovi, jednomu z hlavních organizátorů holokaustu, a Jeffreym Dahmerovi, americkém sériovém vrahovi a kanibalovi. Mezi další témata textů patřila vražda a zlo páchané církví. Obecně většinu textů ovlivnil Arayův zájem o sériové vrahy.
Slayer v roce 1995 uspořádali na podporu alba světové turné, doprovázeli je Biohazard a Machine Head. Z koncertu v arizonské Mese vzešlo živé album Live Intrusion. Po skončení turné hráli Slayer jako třetí na programu festivalu Monsters of Rock; headlinerem byla Metallica. V roce 1996 vyšlo album Undisputed Attitude. Původně mělo sestávat z coververzí skladeb od metalových kapel, členové Slayer však nebyli se svými výkony spokojeni a nakonec nahráli písně punkových interpretů jako Minor Threat, Verbal Abuse či Dr. Know. Album obsahuje také tři skladby z vlastní tvorby, „Gemini“, „Can't Stand You“ a „Ddamm“. Poslední dvě napsal Hanneman v letech 1984–1985 pro vedlejší projekt Pap Smear. Bostaph krátce po nahrání Slayer opustil, aby se mohl věnovat vlastnímu projektu Truth About Seafood. Za bicí usedl Jon Dette, bubeník Testament, Slayer tak mohli vyrazit na Ozzfest 1996, kde hráli jako hlavní účinkující spolu s Ozzym Osbournem se skupinami Danzig, Biohazard, Sepultura a Fear Factory. Dette byl po roce z kapely vyloučen a Bostaph se vrátil, aby mohli Slayer v turné pokračovat.
Diabolus in Musica, v pořadí osmé studiové album Slayer, vyšlo roku 1998 a po prodejní stránce bylo úspěšné – v prvním týdnu se ho prodalo přes 46 000 kopií a dostalo se na 31. pozici na Billboard 200. Reakce kritiků však byly smíšené; kritizovány byly zejména numetalové prvky jako podladěné kytary a ponuré akordy. Na albu skupina poprvé ve své historii využila zejména nižší ladění, např. ve skladbě „Bitter Peace“. V této písni se rovněž objevuje tritón, který byl ve středověku zakázán kvůli údajnému spojení s ďáblem. Kritik Bojirov Krgin z Blabbermouth.net popsal album jako „chabý pokus o začlenění nových prvků do zvuku skupiny, který nicméně zdůrazňuje snahu a skýtá naději, že Slayer by se mohli vyhnout nekonečnému předělávání starší tvorby“; Ben Ratliff z The New York Times nahrávku hodnotil podobně; 22. června 1998 napsal: „Osm z jedenácti skladeb na Diabolus in Musica, z nichž několik zaznělo na koncertě, je v té samé tíživé tónině a i rytmické sekce mají stejnou únavnou jednotvárnost“.
Slayer nahráli ve spolupráci se skupinou Atari Teenage Riot píseň „No Remorse (I Wanna Die)“ do soundtracku k superhrdinskému filmu Spawn. Slayer rovněž nahráli coververzi „Hand of Doom“ od Black Sabbath pro tributní album Nativity in Black II. Následovalo světové turné na podporu Diabolus in Musica, v jehož rámci Slayer vystupovali na Ozzfestu 1998 ve Spojeném království.

### God Hates Us All(2001–2005)
Po několika zdrženích kvůli remixování a kontroverzní grafice přebalu vyšlo další album Slayer, God Hates Us All, 11. září 2001. Po progresivnějším Diabolus in Musica znamenalo návrat k agresivnějšímu zvuku. Skupina obdržela první nominaci na cenu Grammy s hlavní skladbou „Disciple“, ale cenu získala píseň „Schism“ od Tool. Útoky 11. září ohrozily nadcházející evropské turné Tattoo the Planet, na kterém měly být kromě Slayer i skupiny Pantera, Static-X, Cradle of Filth, Biohazard a Vision of Disorder. Vystoupení ve Spojeném království byla kvůli zákazům létání odložena a většina skupin účast odřekla, takže na turné po zbytku Evropy zbyli jen Slayer a Cradle of Filth.
Panteru, Static-X, Vision of Disorder a Biohazard nahradily v různých zemích různé skupiny: Amorphis, In Flames, Moonspell, Childrem of Bodom a Necrodeath. Biohazard se na část turné vrátili a zamluvili si několik koncertů. Bubeník Bostaph Slayer opustil před koncem roku 2001 kvůli chronickému zranění lokte, které mu znemožňovalo hrát naplno. Kapela byla tou dobou na turné, manažer Rick Sales proto kontaktoval bývalého bubeníka Lombarda. Ten přijal Salesovu nabídku na odehrání zbylých koncertů a nakonec zůstal jako stálý člen.
Slayer uspořádali na podzim 2003 turné Still Reigning, na kterém hráli mj. celé album Reign in Blood. Poslední skladbu, „Raining Blood“, hráli členové skupiny polití umělou krví. Záznam koncertu z 11. června 2004 z Augusty vyšel tentýž rok na DVD Still Reigning. Kapela dále vydala záznam War at the Warfield, box set Soundtrack to the Apocalypse s raritami, živá vystoupení na CD a DVD a také různé zboží s motivy Slayer. Mezi lety 2002 a 2004 se zúčastnili více než 250 vystoupení, byli hlavní účinkující na velkých hudebních festivalech (H82k2, Summer tour, Ozzfest 2004) a uspořádali evropské turné se Slipknot. Během přípravy na Download festival v Anglii musel být bubeník skupiny Metallica, Lars Ulrich, odvezen do nemocnice s neznámou chorobou. Frontman James Hetfield za něj na poslední chvíli musel shánět náhradu; nabídli se Lombardo a Joey Jordison, jeden z bubeníků Slipknot. Lombardo hrál na koncertě skladby „Battery“ a „The Four Horsemen“.

### Christ Illusion(2006–2008)

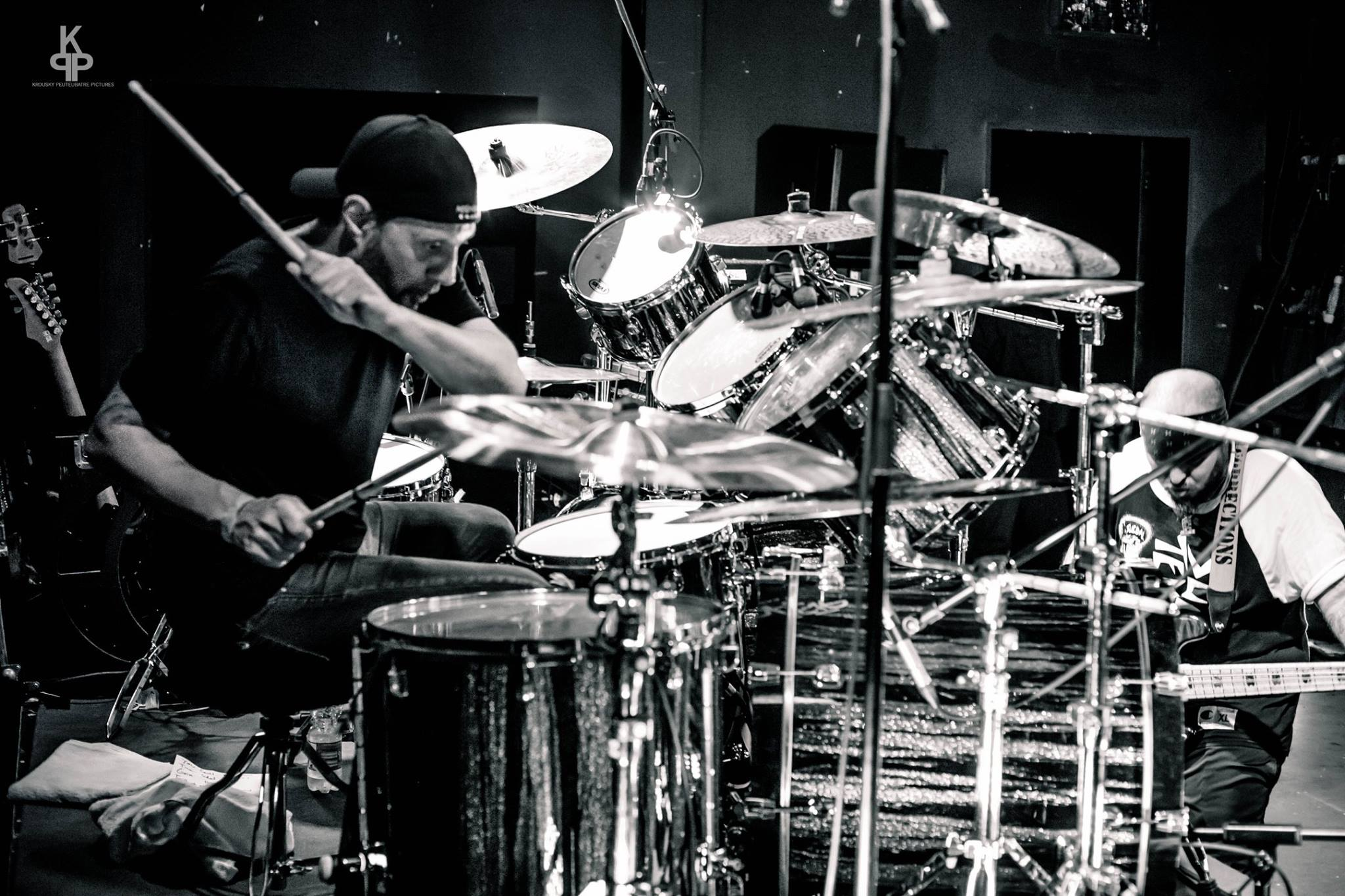
Bubeník a zakládající člen Dave Lombardo se po devítileté pauze v roce 2001 ke Slayer vrátil a hrál na albech Christ Illusion (2006) a World Painted Blood (2009) před definitivním odchodem v roce 2013.

Desáté studiové album Christ Illusion mělo původně vyjít 6. června 2006 a bylo by první nahrávkou s původním bubeníkem Lombardem od Seasons in the Abyss z roku 1990. Slayer se nakonec rozhodli ho vydat později, protože nechtěli být mezi dalšími kapelami, které podle Kinga nestály za nic a které rovněž 6. června měly vydat album. Podle magazínu USA Today se album zdrželo proto, že si skupina nezajistila ve studiu dostatek času na nahrávání. V původním termínu tak Slayer vydali pouze EP Eternal Pyre, na kterém se objevila skladba „Cult“, záběry z nahrávání této skladby a záznam „War Ensemble“ z koncertu v Německu. Jednalo se o limitovanou edici; všech 5 000 nosičů se v obchodní síti Hot Topic prodalo do několika hodin po vydání. Na konci června vyšla nahrávka pod Nuclear Blast Records jako 7" vinyl; tato verze byla omezena jen na tisíc kopií.
Christ Illusion nakonec vyšlo 8. srpna 2006; v prvním týdnu se prodalo přes 62 000 nosičů, což ho dostalo na páté místo v žebříčku Billboard 200. Byl to největší úspěch Slayer na tomto žebříčku a skupina si polepšila oproti předchozímu God Hates Us All, které se umístilo osmé. Deska se přes svůj dobrý výsledek v dalším týdnu propadla na 44. příčku. Tři týdny po vydání byli Slayer uvedeni do Síně slávy časopisu Kerrang! za přínos metalové scéně.
Světové turné The Unholy Alliance Tour mělo původně začít 6. června, ale Araya musel podstoupit operaci močového měchýře, takže začalo se zpožděním až 10. června. Slayer doprovázeli In Flames, Mastodon, Children of Bodom, Lamb of God, Thine Eyes Bleed a Ted Maul. Vystoupení se konala v Evropě a Americe; kapely se, kromě Thine Eyes Bleed, sešly i na japonském festivalu Loud Park 15. října téhož roku.
Na konci října 2006 vyšel videoklip k prvnímu singlu alba, „Eyes of the Insane“. Stal se součástí soundtracku k filmu Saw III a vyhrál Grammy za Nejlepší metalový výkon (skupina se kvůli turné nemohla zúčastnit ceremoniálu). V lednu 2007 Slayer tuto skladbu (a čtyři další) hráli během svého prvního vystoupení v televizi v pořadu Jimmy Kimmer Live! (skladba „Jihad“ musela být vystřižena kvůli kontroverznímu textu).
V roce 2007 hráli Slayer spolu s Mastodon na turné v Austrálii a Novém Zélandu; vystoupili také na Download Festivalu a Rock am Ring a uspořádali letní turné s Marilynem Mansonem a Bleeding Through.

### World Painted Blood(2009–2011)
Roku 2008 hovořil Araya o nejisté budoucnosti kapely a že si nedokáže představit, že by sám v pozdějším věku ve své hudební kariéře pokračoval. Dále uvedl, že Slayer se po dokončení dalšího alba sejdou a o dalších plánech budou diskutovat. King si byl jistý, že před ukončením kariéry vydají alespoň dvě další alba: „Máme v plánu jít do studia v únoru [2009] a vydat novou desku, takže když si to dobře naplánujeme, nevidím důvod proč bychom nemohli vydat další.“ V říjnu a listopadu hráli Slayer na evropském turné „The Unholy Alliance: Chapter III“ spolu s Trivium, Mastodon a Amon Amarth. v létě 2009 byli Slayer hlavní účinkující Mayhem Festivalu; na turné Canadian Carnage hráli po více než patnácti letech s Megadeth.
Jedenácté studiové album, World Painted Blood, vyšlo pod American Recordings 3. listopadu ve Spojených státech a 2. listopadu ve zbytku světa. Podle členů skupiny nahrávka shrnuje předchozí tvorbu, včetně Seasons in the Abyss, South of Heaven a Reign in Blood. Dne 16. června hrály na koncertě ve Varšavě poprvé všechny kapely „velké čtyřky“ – Metallica, Megadeth , Slayer a Anthrax. Dne 19. června vystoupili na festivalu Sonisphere v Milovicích. Vystoupení ze Sofie z 22. června bylo přes satelitním přenos promítáno v kinech v Evropě a Severní a Jižní Americe, později téhož roku vyšlo jako společné koncertní album The Big Four: Live from Sofia, Bulgaria. Tato sestava hrála také několik vystoupení v rámci festivalu Sonisphere; Megadeth a Slayer spolu opět vystupovali na turné American Carnage v doprovodu Anthrax a Testament a na jaře 2011 také na European Carnage. „Velká čtyřka“ odehrála ještě několik vystoupení v Anglii a poprvé také ve Francii.
Na začátku roku 2011 byla Hannemanovi diagnostikována nekrotizující fasciitida – onemocnění způsobující odumírání tkáně. Způsobilo ji pravděpodobně pavoučí kousnutí na paži. Skupina se rozhodla hrát nadcházející turné bez něj, dočasně ho nahradil Gary Holt z Exodus a na turné v Evropě Pat O'Brien z Cannibal Corpse, v jehož rámci vystoupili 11. dubna v Praze s Megadeth. Dne 23. dubna 2011 si Hanneman zahrál poslední dvě skladby Slayer na vystoupení „Velké čtyřky“ v Kalifornii, „South of Heaven“ a „Angel of Death“. Jak se později ukázalo, byl to pro něj koncert poslední.

### Úmrtí Hannemana, Lombardův třetí odchod aRepentless(2011–2016)

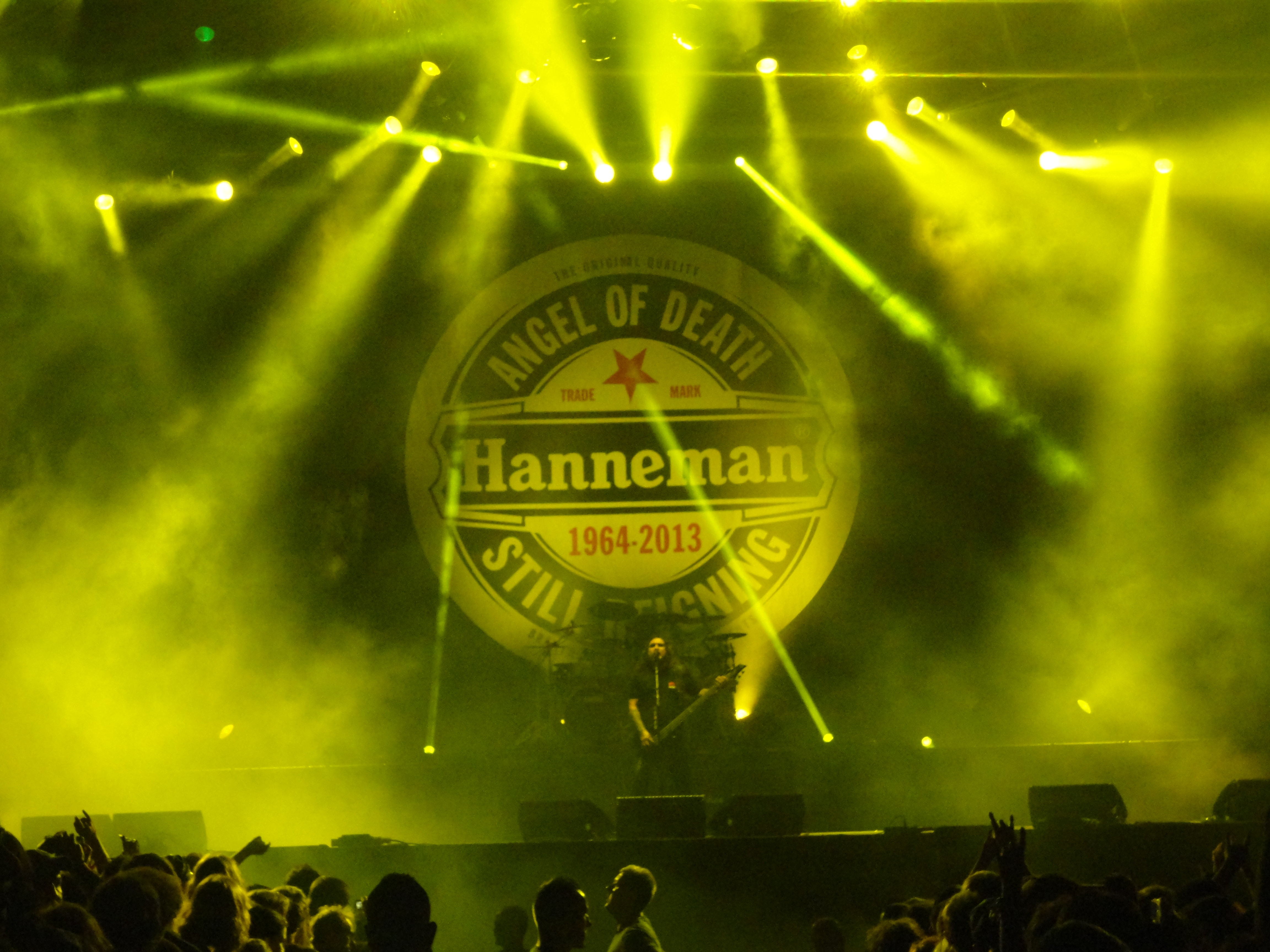
Koncertní výzdoba na počest Jeffa Hannemana ve stylu loga Heineken

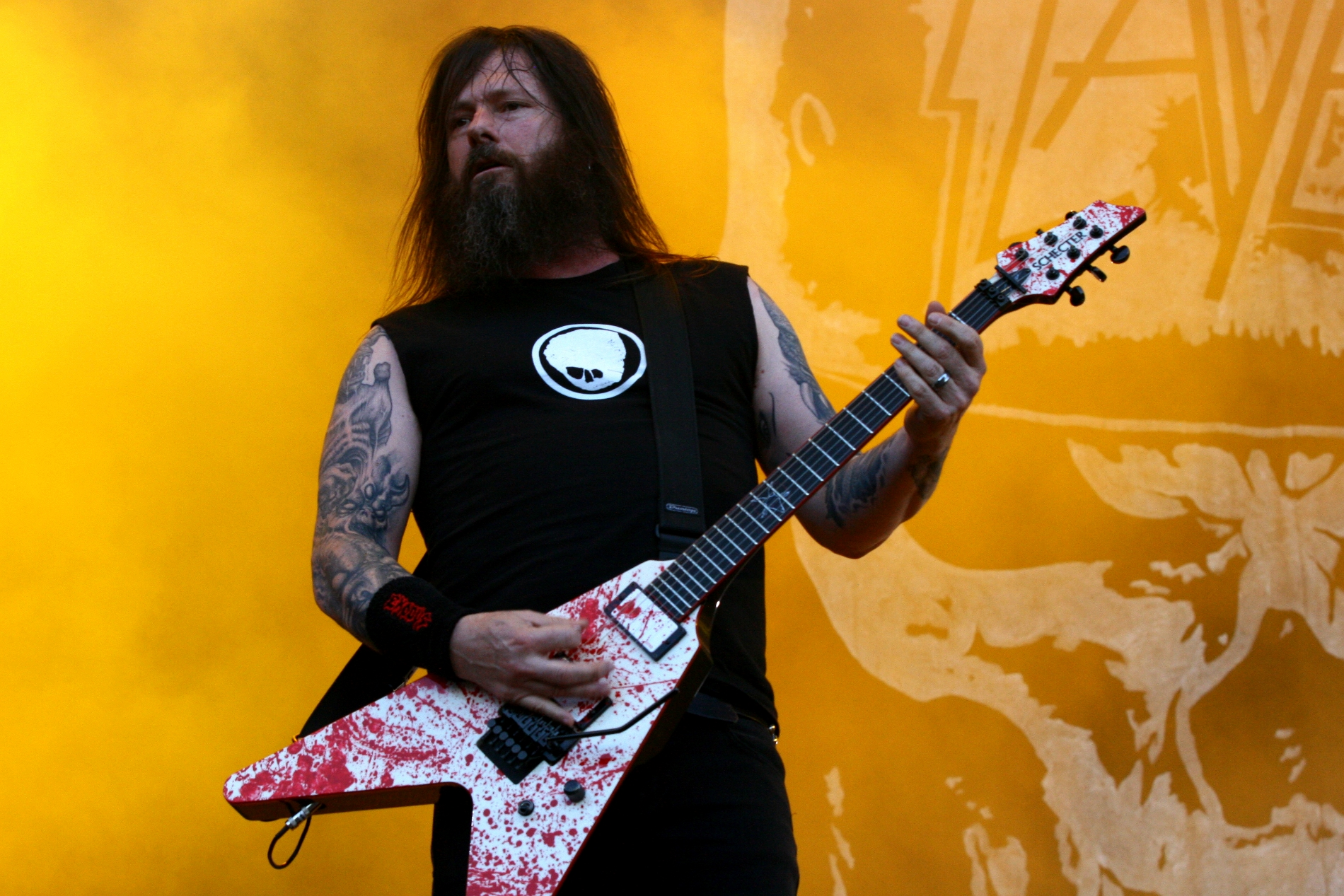
Hannemanův nástupce Gary Holt

Na otázky, jestli vydají Slayer další album, odpovídal Lombardo: „Určitě; sice nemáme nic nahraného, ale novou desku plánujeme.“ Araya ovšem uvedl, že s nahráváním nezačnou, dokud se nezlepší Hannemanův zdravotní stav. Na oslavu 25. výročí Reign in Blood hráli celé album na festivalu All Tomorrow's Parties v Londýně.
V listopadu 2011 Lombardo informoval o začátku psaní nových skladeb. To bylo vykládáno tak, že Hannemanův stav se zlepšil a kytarista je připraven vstoupit do studia. King s Lombardem do konce roku dodělali první tři skladby. V plánu bylo začít nahrávání v březnu či dubnu 2012, album dokončit před květnovým turné po Spojených státech a vydat ho v létě. King nicméně později uvedl, že album bude hotové až v září či říjnu 2012 a pravděpodobný termín vydání je tedy až 2013. V červenci 2013 odhalil názvy dvou nových skladeb, „Chasing Death“ a „Implode“.
V únoru 2013, těsně před vystoupením na australském Soundwave festivalu, byl Lombardo vyloučen kvůli sporu o peníze s ostatními členy skupiny. Slayer a American Recordings vydali následující prohlášení: „Pan Lombardo přišel za kapelou necelý týden před plánovaným odletem do Austrálie, aby jim předložil nové podmínky svého závazku, které odporovaly těm dosavadním.“ Lombardo s tímto tvrzením nicméně nesouhlasil. Na koncertech v rámci Soundwave ho zastoupil Dette; později bylo potvrzeno, že Lombardo skutečně Slayer potřetí opustil. V květnu se vrátil bubeník Bostaph.
Dne 2. května 2013 kytarista Hanneman v nemocnici zemřel. Příčinou smrti byla alkoholem způsobená cirhóza jater. King potvrdil, že to neznamená konec jejich kariéry: „Všichni teď budeme na Jeffa dlouho myslet. Je nešťastné, že člověk nemůže zabránit nešťastným věcem. Ale musíme jít dál – a on bude v duchu s námi.“ Araya neviděl budoucnost tak optimisticky: „Po 30 letech [s Hannemanem v kapele] by to bylo jako začít znovu od začátku.“ Rovněž vyjádřil pochybnost o tom, že by fanoušci s takovou změnu souhlasili. Navzdory nejisté budoucnosti Slayer pokračovali v práci na novém albu; mimo jiné oznámili, že se na něm objeví skladby, které napsal Hanneman.
V roce 2014 byli Slayer hlavními účinkujícími českého festivalu Brutal Assault, v jeho rámci vystoupili 7. srpna v Josefově. Hráli po boku např. švédských Amon Amarth, norských Satyricon či české deathmetalové skupiny Krabathor. Do Česka se Slayer znovu vydali za dva roky na vizovický festival Masters of Rock, kde hráli 15. července. Svou účast potvrdili těsně před festivalem, proto jen doprovázeli hlavní aktéry Avantasia.
Na ceremoniálu Golden Gods Awards magazínu Revolver Slayer představili „Implode“, první novou skladbu po pěti letech. Oznámili novou smlouvu s Nuclear Blast a album, které mělo vyjít v roce 2015. Zdálo se, že Holt plnohodnotně nahradí Hannemana, ale na psaní skladeb se nepodílel. V únoru Slayer oznámili červnové turné po Spojených státech se Suicidal Tendencies a Exodus. V témže roce byli podruhé hlavními účinkujícími Mayhem festivalu.
Repentless, dvanácté studiové album, vyšlo 11. září 2015. Následující turné trvalo dva a půl roku. Na podzim hráli Slayer v Evropě s Anthrax a Kvelertak, poté se vydali na tři turné do Severní Ameriky: v únoru a březnu 2016 s Testament a Carcass, v září a říjnu 2016 s Anthrax a Death Angel a v červenci a srpnu 2017 s Lamb of God a Behemoth. V roce 2017 také proběhl ojedinělý koncert v jihovýchodní Asii, konkrétně na Filipínách.

### Zrušené třinácté studiové album, rozlučkové turné a rozpad (2016–2019)
V srpnu 2016 zmínil King v rozhovoru pro EMP Rock Invasion nejistou budoucnost kapely – frontman Araya se vyjádřil, že už se připravuje na odchod do důchodu, King si naopak přál pokračovat, mj. díky úspěchu posledního alba Repentless. Na dotaz, jestli se nahrávka dočká pokračování, uvedl, že má skupina množství napsaného a částečně i nahraného materiálu z předchozího nahrávání. Zároveň však prohlásil, že album není ani rok staré a že případný návrat do studia plánují Slayer nejdříve na rok 2018. V říjnovém podcastu Jameyho Jasty, frontmana Hatebreed, uvedl, že by mu vůbec nevadilo, kdyby se Holt podílel i na psaní písní (u předchozího alba tomu tak nebylo). Prohlásil: „Vůbec bych se nebránil tomu, kdyby Gary na něčem zapracoval. Vím, že musí pracovat na nové desce Exodus a já už mám pro tu naši spoustu materiálu, ale když už je členem… Na posledním albu jsem to nechtěl a vím to. Ještě jsem to neřekl Tomovi ani Garymu, ale nebráním se tomu. Neříkám že to tak bude nebo nebude. Ale rád si poslechnu návrhy.“
V rozhovoru pro Ultimate Guitar v červnu 2017 Holt prohlásil, že je připravený se podílet na psaní skladeb na další album. King v rozhovoru pro Revolver potvrdil, že mají několik skladeb z předchozího nahrávání, které jsou hotové nebo potřebují většinou jen drobné úpravy. Očekávané datum nahrávání či vydání přesto nespecifikoval.
Dne 22. ledna 2018 Slayer oznámili své rozlučkové světové turné. Začalo koncertní šňůrou po Severní Americe v květnu a červnu, kde je doprovázeli Lamb of God, Anthrax, Behemoth a Testament. Druhá část severoamerické odnože se konala v červenci a srpnu; Behemoth nahradila skupina Napalm Death. V listopadu a prosinci proběhla cesta po Evropě s Lamb of God, Anthrax a Obituary. Následující rok turné pokračovalo s plány navštívit mj. Jižní Ameriku, Austrálii a Japonsko a také evropské festivaly jako Hellfest a Graspop. V květnu 2019 hráli Slayer ve Spojených státech s Lamb of God, Amon Amarth a Cannibal Corpse. V rámci Force Festu zavítali v říjnu 2018 do Mexika.
Na začátku prosince 2018 Holt oznámil, že se nezúčastní zbytku evropské části turné, aby mohl trávit čas s umírajícím otcem. Nahradil ho Phil Demmel, kytarista Vio-lence a bývalý člen Machine Head.
Holt uvedl, že Slayer nevydají nové album do konce rozlučkového turné. Závěrečná část turné nazvaná „The Last Campaign“ proběhla v Severní Americe v listopadu 2019; kapelu doprovázeli Primus, Ministry a Phillip H. Anselmo and The Illegals. V červnu odehráli koncert v pražské Tipsport aréně. Přestože o turné se mluvilo jako o rozlučkovém, manažer skupiny Rick Sales uvedl, že skupina se nerozpadá, ale už nemá v plánu nikdy živě vystupovat. I Kristen Mulderig, který pracoval pro Rick Sales Entertainment Group, prohlásil, že po skončení turné bude skupina stále nějakým způsobem aktivní. Poslední koncert Slayer se konal 30. listopadu 2019 v Los Angeles; dva dny poté Kingova žena Ayesha napsala na svém profilu na Instagramu, že není žádná šance, že by se Slayer kdy dali znovu dohromady.

### Dozvuky a shledání (2020–dosud)
V březnu 2020 mluvil King v interview pro Dean Guitars o své spolupráci s Dean Guitars. Slovy „Dean jsem se neupsal jen tak pro nic za nic!“ naznačil, že bude nadále tvořit mimo Slayer. V srpnu na YouTube kanálu Dean Guitars uvedl, že má dostatek materiálu alespoň na dvě alba pro svůj nový, prozatím tajný projekt. Bostaph později potvrdil, že s Kingem pracují na novém projektu, který „nebude Slayer, ale bude znít jako Slayer – ovšem ne záměrně“. King pod svým projektem vydal 5. února 2024 první singl a zároveň oznámila album s názvem From Hell I Rise, které vyjde 17. května 2024.
V únoru 2024 skupina oznámila comeback a zveřejnila, že absolvují koncerty na festivalech Riot Fest v Chicagu a Louder Than Life v Louisvilleu.
Později bylo zjištěno, že Araya opravdu po rozpuštění Slayer skončil s hraním a hudbou a jeho manželka Sandra ho přemlouvala víc než rok, aby si zase po dlouhé době zahrál pár koncertů se Slayer a Araya nakonec souhlasil.

## Hudba, styl psaní

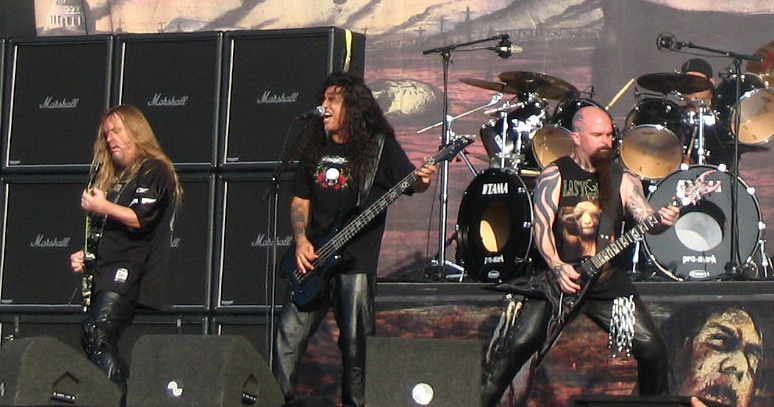
Hlavními textaři Slayer byli Hanneman, Araya a King.

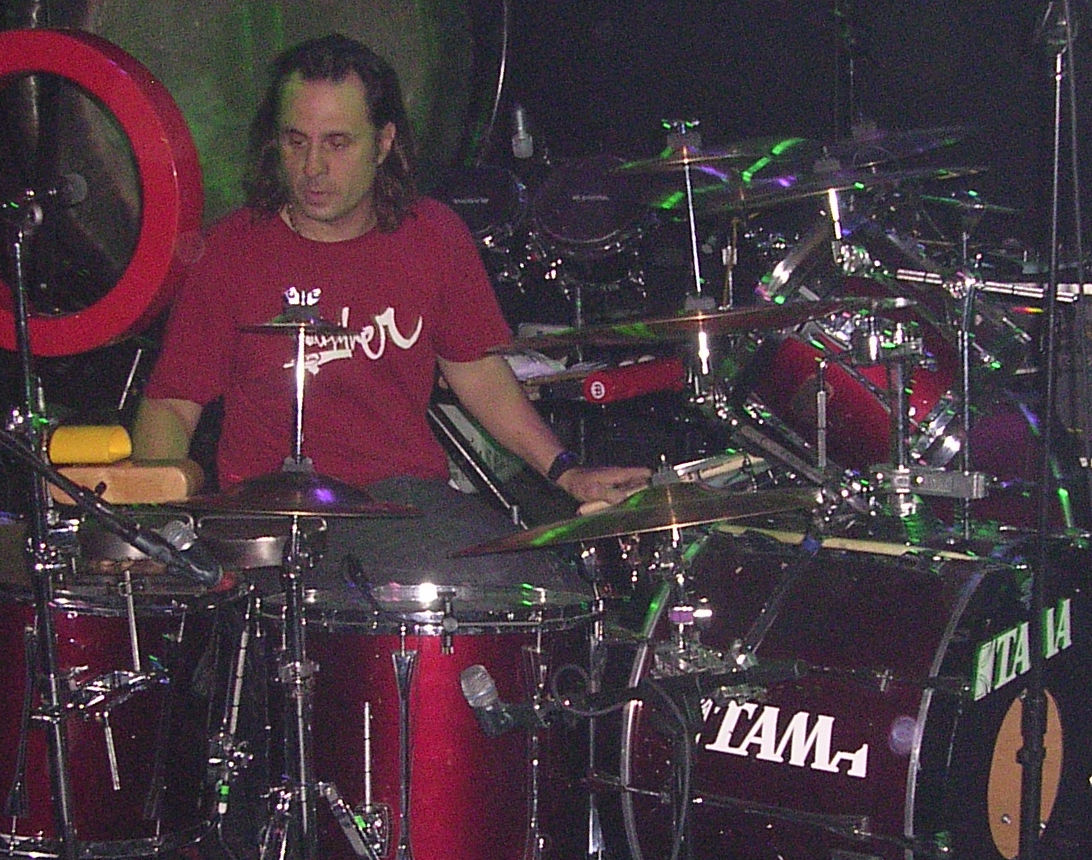
Lombardo si svým rychlým a agresivním stylem hraní vysloužil titul „zakladatel techniky dvou basových bubnů“ od databáze bubeníků Drummerworld.

Slayer jsou považování za thrashmetalovou hudební skupinu. V článku ve Washington Post z prosince 1986 je Joe Brown popsal jako představitele speed metalu, samotný žánr pak definoval jako „hroznou směsku heavy metalu a punk rocku, která přitahuje všechny muže starší puberty“. Ohledně hudby Slayer napsal: „Přes neuvěřitelně rychlý rytmus vytvářejí kytary Slayer skřípající pláty kovového zvuku, s občasnými sóly, které zní jako skřípající brzdy, a přes to všechno ze sebe vydává zpěvák-baskytarista hrtan-drásající řev“.
V článku The New York Times, vydaném v září 1988, označil Jon Pareles rovněž styl Slayer za speed metal; dále uvedl, že kapela „přináší senzační výjevy jako z bulváru nebo hororu“ a má texty, které se „vyžívají ve smrti, násilí a narážkách na satanismus a nacismus“. Zbytek „velké čtyřky“ amerického thrash metalu, Metallica a Megadeth, hraje podle Parelese rovněž speed metal.
Hudbu Slayer ovlivnilo mnoho skupin – členové v průběhu kariéry zmínili různá, nejen heavymetalová uskupení. Kytarista Kerry King uvedl, že se s Hannemanem ohledně souhry dvou kytar značně inspirovali u Judas Priest a jejich dua Glenn Tipton-K. K. Downing. Od britských Venom (se kterými uspořádali své první větší turné po Spojených státech) si vypůjčili ranou vizáž a satanistická témata. Na tvorbu v době druhé poloviny 80. let (zejména album Hell Awaits) měla vliv skupina Mercyful Fate, konkrétně řezanými riffy, ponurými melodiemi a vokály. Z dalších rockových a metalových kapel Slayer uvedli Black Sabbath, Deep Purple, Rainbow a Angel Witch. Toma Arayu značně inspirovala kubánská skupina Irakere, která, ačkoliv jazzová, měla překvapivou rychlost a agresivitu. Ze stejného důvodu zmínil Jeff Hanneman punkovou skupinu Dead Kennedys.
První nahrávky Slayer jsou oceňovány pro svou „závratnou rychlost a technickou dokonalost“, spojení struktury hardcore punku a rychlosti heavy metalu. Deska Reign in Blood je s průměrným tempem 220 úderů za minutu nejrychlejší nahrávkou v historii skupiny. Na pomalejších albech Diabolus in Musica a God Hates Us All použila skupina odlišné ladění a místy i sedmistrunné kytary.
Vyzdvihována jsou rovněž kytarová sóla dua Hanneman-King. Bubeník Lombardo často používal dva basové bubny místo jednoho se zdvojeným pedálem. Zdůvodnil to následovně: „Po úderu hlava bubnu pořád rezonuje. Když ho pak trefíte znovu na to samé místo, zvuk přidusíte a nenecháte ho doznít.“ Jeho rychlost a agresivita při hraní mu vynesly titul „zakladatele techniky dvou basových bubnů“ od databáze Drummerworld.
V původní sestavě byli textaři King, Hanneman a Araya. Hudbu psali výhradně King a Hanneman, s občasnou pomocí od Arayi a Lombarda. Lombardo nicméně z neznámého důvodu nikdy nebyl uveden jako spoluautor textu. Skupina vždy nejprve skládala hudbu a až následně vznikal text.

## Kontroverze

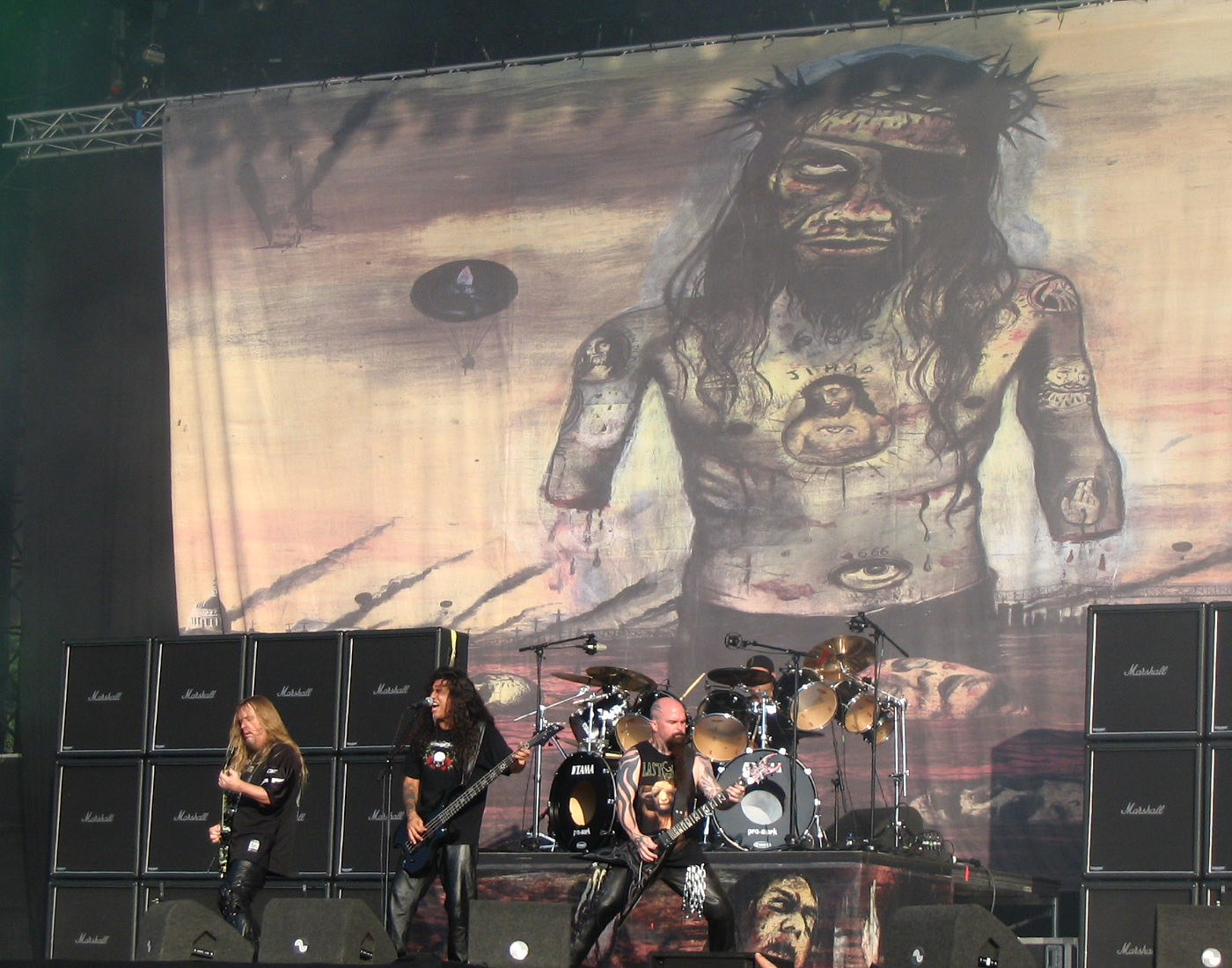
Kvůli kontroverznímu obrázku na přebalu (v pozadí za kapelou) bylo album Christ Illusion v Indii staženo z prodeje.

Slayer byli několikrát nařčeni ze sympatizování s nacismem. Poprvé v roce 1986 kvůli „Angel of Death“, úvodní skladbě Reign in Blood. Pojednává o lékaři Josefu Mengelem, který prováděl nelidské pokusy na vězních v koncentračním táboře Osvětim a kterému se přezdívalo právě „Angel of Death“, Anděl smrti. Další obvinění přišla roku 1990 s albem Seasons in the Abyss, na kterém se objevila verze loga kapely s orlem, připomínající nacistický symbol s orlicí nad svastikou v kruhu. Slayer nicméně jakékoli spojení s nacismem vždy důrazně odmítali.
V roce 1996 podali rodiče Elyse Pahlerové proti Slayer žalobu. Podle nich texty písní „Postmortem“ a „Dead Skin Mask“ daly třem vrahům jejich patnáctileté dcery instrukce, aby ji „sledovali, znásilnili, mučili, zabili a dopustili se na ní nekrofilie“. Proces byl pozdržen do roku 2000, kdy končil soud s vrahy dívky. V roce 2001 byla žaloba zamítnuta z několika důvodů, mj. svobodě slova a nemožnosti takovou situaci předvídat. Soudce zamítnutí žaloby odůvodnil slovy: „V žádném případě není možné skupinu považovat za zodpovědnou za smrt dívky. Kde to má nějakou hranici? To můžete rovnou začít prohledávat knihovny knížku po knížce.“ Rodiče se s kapelou soudili ještě jednou kvůli špatnému vlivu hudby Slayer na mládež. Proces byl opět zrušen; soudce hudbu neshledal obscénní, nemravnou ani škodlivou pro mladistvé.
Píseň „Jihad“ z alba Christ Illusion vyvolala kontroverzi mezi rodinami obětí teroristických útoků 11. září – popisuje onen útok z pohledu fanatického teroristy. Podle členů skupiny se však jedná o popis, který pouze využívá perspektivu, událost neschvaluje a nestaví se na ničí stranu.
V Indii stáhla EMI Christ Illusion z oběhu poté, co několik křesťanských skupin protestovalo kvůli přebalu alba. Autorem grafiky je dlouhodobý spolupracovník Slayer, Larry Carroll. Zobrazuje Krista v „moři beznaděje“ – stojícího s uříznutýma rukama a bez oka v moři krve s useknutými hlavami. Joseph Dias z bombajské křesťanské skupiny Catholic Secular Forum se proti albu výrazně ohradil a na protest napsal zprávu komisaři bombajské policie. Dne 11. dubna 2006 EMI oznámilo, že všechny uskladněné kopie byly zničeny a pro indický trh není v plánu žádné znovuvydání.
Stejné album propagovalo také sedmnáct laviček na autobusových zastávkách v kalifornském Fullertonu. Městským úředníkům se zdály urážlivé; kontaktovali vydavatelství Slayer a požadovali odstranění těchto reklam. Všechny lavičky musely být odstraněny. Mimo jiné lze zmínit fakt, že Tom Araya je praktikující člen římskokatolické církve.
Araya vysvětlil, že hlavním důvodem pro používání satanistických symbolů (obrácených křížů, pentagramů apod.) bylo vyděsit a šokovat lidi, zejména hollywoodskou komunitu.

## Odkaz
Slayer byli jednou z nejvlivnějších kapel v historii heavy metalu. Steve Huey z AllMusic prohlásil, že jsou podle něj díky svému hudebnímu stylu nejsilnějším článkem „velké čtyřky“ (Metallica, Megadeth, Slayer, Anthrax). Dle hudebního kanálu MTV nastavily „Podladěné rytmy, chytlavé kytarové vyhrávky, texty s grafickým násilím a otřesné přebaly alb“ laťku pro řadu vznikajících thrashmetalových skupin a hudba Slayer byla „přímo zodpovědná za vzestup death metalu“. MTV rovněž umístila Slayer na šesté místo v žebříčku „100 nejlepších metalových skupin všech dob“ a VH1 na 50. místo „100 nejlepších hardrockových interpretů“. Hanneman a King se umístili na 10. místě „seznamu 100 nejlepších metalových kytaristů všech dob“ magazínu Guitar World. Původní bubeník Lombardo zvítězil v kategorii nejlepší bubeník v hlasování čtenářů časopisu Revolver. Slayer se umístili na prvních pěti pozicích v kategoriích nejlepší kapela všech dob, nejlepší živá kapela, kapela roku a album roku (Christ Illusion).

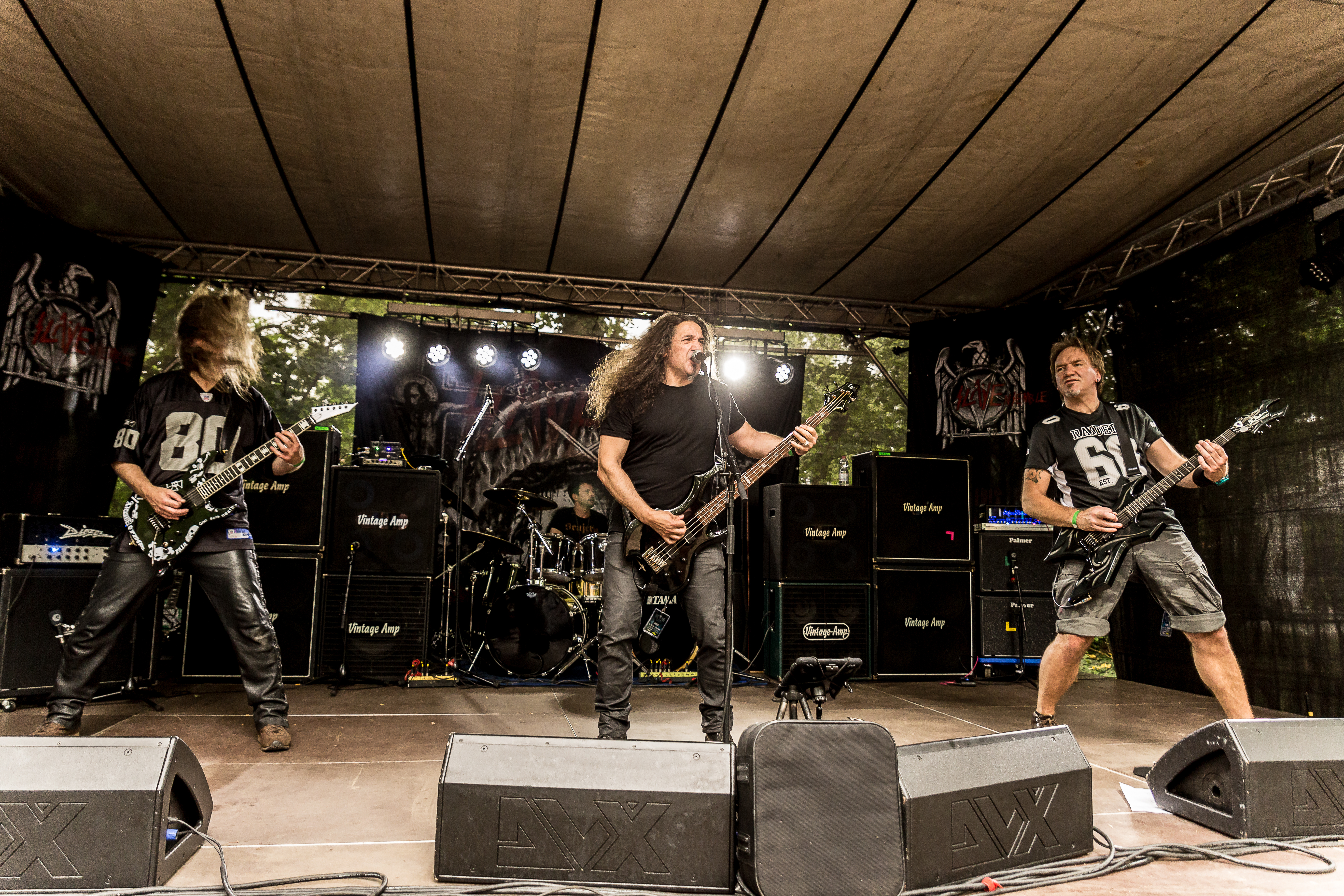
„Revival“ skupina Slayensemble v roce 2019

Joel McIver, autor publikací o hudbě, považuje Slayer za velmi vlivné na scéně extrémního metalu, především v oblasti rozvoje death a black metalu. Při prezentaci své knihy Extreme Metal II v roce 2005 je označil za „krále thrash metalu“. Podle Johna Consterdineho z magazínu Terrorizer by bez vlivu Slayer dnes extrémní metal tak, jak je znám, neexistoval. Stejného názoru je Kam Lee, zpěvák skupiny Massacre a bývalý člen Death. Johan Reinholdz z progressivemetalové skupiny Andromeda prohlásil: „Slayer hráli klíčovou roli v rozvoji thrash metalu, který se stal základem pro spoustu dalších žánrů. Inspirovali celé generace metalových kapel.“
Mezi skupiny, na které měli Slayer velký vliv, patří Avenged Sevenfold, Bullet for My Valentine, Slipknot, August Burns Red, Miss May I, Gojira, Attila, Hatebreed, Cannibal Corpse, Pantera, Kreator, Mayhem, Darkthrone, System of a Down, Lamb of God, Behemoth, Evile a Lacuna Coil. Dle Steva Asheima, bubeníka Deicide, by kapela Deicide neexistovala tak, jak je známa, kdyby nebylo Slayer. Podobně se vyjádřil Andreas Kisser, kytarista skupiny Sepultura.
Třetí studiové album Slayer, Reign in Blood, výrazně ovlivnilo thrash metal a extrémní metal a je považováno za desku, která nastavila laťku pro death metal (lze ho považovat za základ tohoto žánru, schází mu jen typicky deathmetalový growling). Stalo se zásadním pro deathmetalové průkopníky jako Death, Obituary, Cannibal Corpse, Morbid Angel a Napalm Death. Bylo označeno za „nejdrsnější album všech dob“ (Kerrang!) a „naprostou klasiku“ (AllMusic). V roce 2006 ho magazín Metal Hammer označil za nejlepší metalové album posledních dvaceti let.
Dle MRC Data, poskytovatele dat o prodeji nahrávek, prodali Slayer mezi lety 1991 a 2013 přes dvacet milionů nosičů, z toho necelých pět ve Spojených státech amerických. Čtyř po sobě jdoucích alb Reign in Blood, South of Heaven, Seasons in the Abyss a Divine Intervention se v USA prodalo přes půl milionu kusů a byla proto oceněna zlatou deskou; poslední dvě studiové nahrávky World Painted Blood a Repentless splnily limit 15 000 prodaných nosičů pro zlatou desku v Polsku. Jedinou platinovou deskou v historii Slayer je koncertní album The Big Four: Live from Sofia, Bulgaria, které získalo toto ocenění ve Spojených státech, Austrálii a Brazílii.

## Slayer v Česku
- 3. prosince 1994 – Palác kultury a sportu Vítkovice – Ostrava
- 24. října 1998 – Zimní stadion Eden – Praha
- 30. května 2002 – Strahovský stadion – Praha
- 11. června 2002 – Palác kultury a sportu Vítkovice - Ostrava
- 17. listopadu 2008 – Malá sportovní hala – Praha
- 19. června 2010 – Festival Sonisphere – Milovice
- 10. dubna 2011 – O2 arena – Praha
- 6. června 2012 – RT Torax Arena – Ostrava
- 7. srpna 2014 – Brutal Assault – Josefov
- 15. července 2016 - Masters of Rock - Vizovice
- 25. června 2019 – Sportovní hala Fortuna – Praha (poslední koncert Slayer v Česku)

## Členové skupiny
Finální sestava
- Tom Araya – zpěv, baskytara (1981–2019, 2024)
- Kerry King – kytara (1981–2019, 2024)
- Gary Holt – kytara (2013–2019, host: 2011–2013, 2024)
- Paul Bostaph – bicí (1992–1996, 1997–2001, 2013–2019, 2024)

Bývalí
- Jeff Hanneman – kytara (1981–2013)
- Dave Lombardo – bicí (1981–1986, 1987–1992, 2001–2013)
- Jon Dette – bicí (1996–1997, 2013)

Hosté
- Tony Scaglione – bicí (1986–1987)
- Pat O'Brien – kytara (2011)
- Phil Demmel – kytara (2018)

## Diskografie

### Studiová alba
- Show No Mercy (1983)
- Hell Awaits (1985)
- Reign in Blood (1986)
- South of Heaven (1988)
- Seasons in the Abyss (1990)
- Divine Intervention (1994)
- Undisputed Attitude (1996)
- Diabolus in Musica (1998)
- God Hates Us All (2001)
- Christ Illusion (2006)
- World Painted Blood (2009)
- Repentless (2015)

## Ocenění
Grammy Awards
- 2007: Nejlepší metalový výkon – „Eyes of the Insane“[189]
- 2008: Nejlepší metalový výkon – „Final Six“[189]

Kerrang! Awards
- 2006: Kerrang! Hall of Fame – Slayer[190]
- 2013: Kerrang! Legend – Slayer[191]

Metal Edge Reader's Choice Awards
- 2003: DVD of the Year – War at the Warfield[192]

Metal Hammer Golden Gods Awards
- 2004: Best Live Act – Slayer[193]
- 2006: Best Album in the Last 20 Years – Reign in Blood[194]
- 2007: Icon Award – Slayer[195]

Metal Storm Awards
- 2006: Best Thrash Metal Album – Christ Illusion[196]
- 2015: Best Video – Repentless[197]